# Air (album Infinite)
AIR – trzeci japoński album studyjny południowokoreańskiej grupy Infinite, wydany 24 maja 2017 roku przez wytwórnię Woollim Entertainment i Universal Music. Został wydany w trzech wersjach: regularnej CD i dwóch limitowanych (wer. CD+DVD (A) i CD+Photobook (B)).
Krótka wersja teledysku do tytułowego utworu „Air” ukazała się 17 maja 2017 roku. Piosenki „Air”, „One Day”, „Zero”, „Thanks”, „The Eye” i „True Love” to japońskojęzyczne wersje utworów z minialbumu Infinite Only. Album osiągnął 6 pozycję w rankingu Oricon i pozostał na liście przez 3 tygodnie, sprzedał się w nakładzie 22 801 egzemplarzy.
Było to ostatnie wydawnictwo zespołu w siedmioosobowym składzie, przed odejściem Hoyi.

## Lista utworów
| CD                      |                                 |                                 |                                                           |                                                            |      |
| Nr                      | Tytuł                           | Słowa                           | Kompozycja                                                | Aranżacja                                                  | Czas |
| 1.                      | "Air"                           | Hasegawa                        | 1Take, TAK, TRINITY                                       | TAK                                                        | 3:44 |
| 2.                      | "One Day"                       | micco                           | Razer (Rphabet), Hoya                                     | Razer (Rphabet)                                            | 3:45 |
| 3.                      | "Zero"                          | Hasegawa                        | Oreo                                                      | Oreo                                                       | 4:00 |
| 4.                      | "Toki"                          | Hasegawa, SHINO                 | Bitcrusher. Bob Sacamano. MUSOH                           | Bob Sacamano                                               | 3:47 |
| 5.                      | "Thanks"                        | SHINO                           | Razer（Rphabet）, Strike                                  | Razer                                                      | 4:13 |
| 6.                      | "The Eye"                       | Hasegawa                        | Bee (Rphabet)                                             | Bee (Rphabet)                                              | 4:02 |
| 7.                      | "After Dark"                    | Kanata Okajima                  | Greg Bonnick, Hayden Chapman, Adrian Mckinnon, Brad. K    | LDN Noise                                                  | 3:30 |
| 8.                      | "Waiting For The Moment"        | Masaya Wada                     | Chris Hope, J Faith, Mats Lie Skåre, Odd Eye, Andrew Choi | Mats Lie Skåre                                             | 4:41 |
| 9.                      | "Man In Love -Ava1anche Remix-" | Mye, Hanai                      | Han Jae-ho, Kim Seung-soo, Lee Chang-hyun                 | Han Jae-ho, Kim Seung-soo, Lee Chang-hyun, Hong Seung-hyun | 3:38 |
| 10.                     | "Be Mine -Ava1anche Remix-"     | TAIKI, CUE, Yumiko, Lotus Juice | Han Jae-ho, Kim Seung-soo                                 | Han Jae-ho, Kim Seung-soo, Hong Seung-hyun                 | 3:58 |
| 11.                     | "True Love"                     | Moon Lina                       | Lee Ju-hyoung, GDLO                                       | Lee Ju-hyoung, GDLO                                        | 3:29 |
| DVD (wer. limitowana A) |                                 |                                 |                                                           |                                                            |      |
| Nr                      | Tytuł                           | Tytuł                           | Tytuł                                                     | Tytuł                                                      | Czas |
| 1.                      | "Air" (Music Video)             | "Air" (Music Video)             | "Air" (Music Video)                                       | "Air" (Music Video)                                        |      |
| 2.                      | "Making Video"                  | "Making Video"                  | "Making Video"                                            | "Making Video"                                             |      |